# Лукавац Горњи
Лукавац Горњи је насељено мјесто у Босни и Херцеговини, у граду Лукавац, које административно припада Федерацији Босне и Херцеговине. Према попису становништва из 2013. у насељу је живјело само 14 становника.

## Историја
Лукавац Горњи је нападнут од стране муслиманских и хрватских јединица у јуну, након чега је српско становништво избјегло у Смолућу (Смолућа Горња и Смолућа Доња) гдје се налазило у опсади три мјесеца до 29. августа 1992. када је их Војска Републике Српске ослободила. У Смолућој је тада било 7.500 избјеглих Срба.

## Становништво
| Националност       | 1991. | 1981. | 1971. | 1961. |
| Срби               | 173   | 319   |       |       |
| Југословени        | 5     | 23    |       |       |
| Хрвати             | 4     | 2     |       |       |
| Црногорци          |       | 1     |       |       |
| Албанци            |       | 1     |       |       |
| остали и непознато | 3     | 3     |       |       |
| Укупно             | 185   | 349   | 689   | 533   |

| Демографија | Демографија | Демографија |
| Година      | Становника  | Становника  |
| ----------- | ----------- | ----------- |
| 1961.       | 533         |             |
| 1971.       | 689         |             |
| 1981.       | 349         |             |
| 1991.       | 185         |             |